# ديفيد بيتزارو
ديفيد بيتزارو (بالإسبانية: David Pizarro)‏ واسمه بالكامل ديفيد مارسيلو بيتزارو كورتيز (بالإسبانية: David Marcelo Pizarro Cortés)‏ لاعب كرة قدم تشيلي. لعب مع منتخب بلاده من 1999 إلى 2006، ولعب معه 36 مباراة دولية سجل فيها هدفين.

## مسيرته الرياضية
| اسم النادي          | السنوات    | عدد المباريات | عدد الأهداف |
| ------------------- | ---------- | ------------- | ----------- |
| سانتياغو واندريرز   | 1997-1998  | 41            | 3           |
| أودينيزي            | 1999-2005  | 117           | 14          |
| جامعة تشيلي (إعارة) | 2001       | 6             | 1           |
| إنتر ميلان          | 2005-2006  | 29            | 3           |
| روما                | 2006- 2012 | 96            | 8           |

## روابط خارجية
- ديفيد بيتزارو على موقع قاعدة بيانات كرة القدم.إي يو (الإنجليزية)
- ديفيد بيتزارو على موقع ليكيب (الفرنسية)
- ديفيد بيتزارو على موقع ناشيونال فوتبول تيمز (الإنجليزية)
- ديفيد بيتزارو على موقع Soccerbase.com (لاعب) (الإنجليزية)
- ديفيد بيتزارو على موقع Soccerway.com (الإنجليزية)
- ديفيد بيتزارو على موقع عالم كرة القدم.نت (الإنجليزية)
- ديفيد بيتزارو على موقع أوليمبيديا (الإنجليزية)
- ديفيد بيتزارو على موقع AS.com (الإسبانية)